# Котера, Ян
Ян Котера (чеш. Jan Kotěra, 18 декабря 1871, Брно — 17 апреля 1923, Прага) — чешский архитектор, градостроитель, художник-график, проектировщик мебели, теоретик архитектуры. Ученик Отто Вагнера в Вене. В своих проектах соединял «стилистику венского модерна школы Вагнера с чешскими национальными мотивами».

## Биография
Ян Котера был младшим сыном чешского преподавателя средней школы Антонина Котеры и его жены Марии, немки, урождённой Фогль. При крещении ему дали три имени: Ян Карел Зденко. Сначала Котера воспитывался в немецких школах, а затем в инженерно-строительном училище в Пльзене, западная Чехия.
В 1890 году он приехал в Прагу, где прошёл стажировку в конструкторском бюро инженера Фрейна. С 1894 года учился архитектуре в Венской академии изобразительных искусств (Akademie der bildenden Künste) у Отто Вагнера. В Вене Котера познакомился с Йозефом Хоффманом, Йоже Плечником, Йозефом Урбаном, Адольфом Лоосом.
В 1897 году он получил престижную Римскую премию, жил и работал в Палаццо Венеция в Риме. Это пребывание в сочетании с поездками по Италии, которые Котера совершал с февраля по июнь 1898 года, завершило его ученические годы. Вернувшись из Италии, он поступил в специальную школу декоративной архитектуры при Пражской художественно-промышленной школе.
В 1899 году женился на Берте Тразниковой и снял квартиру в Праге. В 1910 году Ян Котера был назначен профессором недавно созданной специальной архитектурной школы при Академии изобразительных искусств в Праге. Ян Котера совершил несколько поездок во Францию, Голландию, Бельгию, Германию. Организовал ряд художественных выставок в Праге и Мюнхене. В его мастерской работали Отакар Новотны, Йозеф Гочар, Павел Янак, Богуслав Фукс и Йозеф Штепанек.
Он умер после продолжительной болезни 17 апреля 1923 года в Праге. Похоронен на кладбище Винограды.

## Творчество
Котера проектировал фасад собора Св. Петра, деревянный павильон «Товарищества художников Манеса» (Spolek výtvarných umělců Mánes), Окружной дом в Градец-Кралове (1902), Моцартеум в Праге (1911—1913), дворец Лембергер в Вене (1913—1915) и многое другое в разных городах Чехии. В начальный период своего творчества он находился под влиянием классицизма, прививаемого студентам Академии, а также венского модерна и творчества художников объединения «Венский сецессион». Позднее, после знакомства с работами Фрэнка Ллойда Райта, Котера стал тяготеть к функционализму. Одновременно, под влиянием Ч. Р. Макинтоша, Й. Хоффмана, Й. Плечника, Й. М. Ольбриха, Котера постепенно освобождал свои проекты как от академизма, так и от декора в стиле модерна. Он также стал включать в свои композиции национальные элементы, близкие традиционной чешской рустике (грубый камень, дерево, фахверк), формируя индивидуальный стиль.
Поздние постройки Котеры, например собственная вилла Котера в Праге-Виноградах, здание Городского музея в Градец-Кралове (1909—1913) демонстрируют отход от внешней декоративности. Простые фасады отражают внутреннее устройство здания. Архитектор решает свои постройки как композицию объемов, свободно разворачиваемых в пространстве в соответствии с заданными функциями, несмотря на уроки Отто Вагнера о том, что общественное монументальное здание должно иметь симметричный план.
Ян Котекра оказал значительное влияние на развитие чешской архитектуры не только созданными им зданиями, но и как теоретик и педагог. Он был членом Чешской академии наук и искусства, профессором пражской Академии художеств и основателем в академии архитектурного класса (1910—1913). Среди наиболее известных учеников Яна Котеры был Йозеф Гочар.

## Галерея

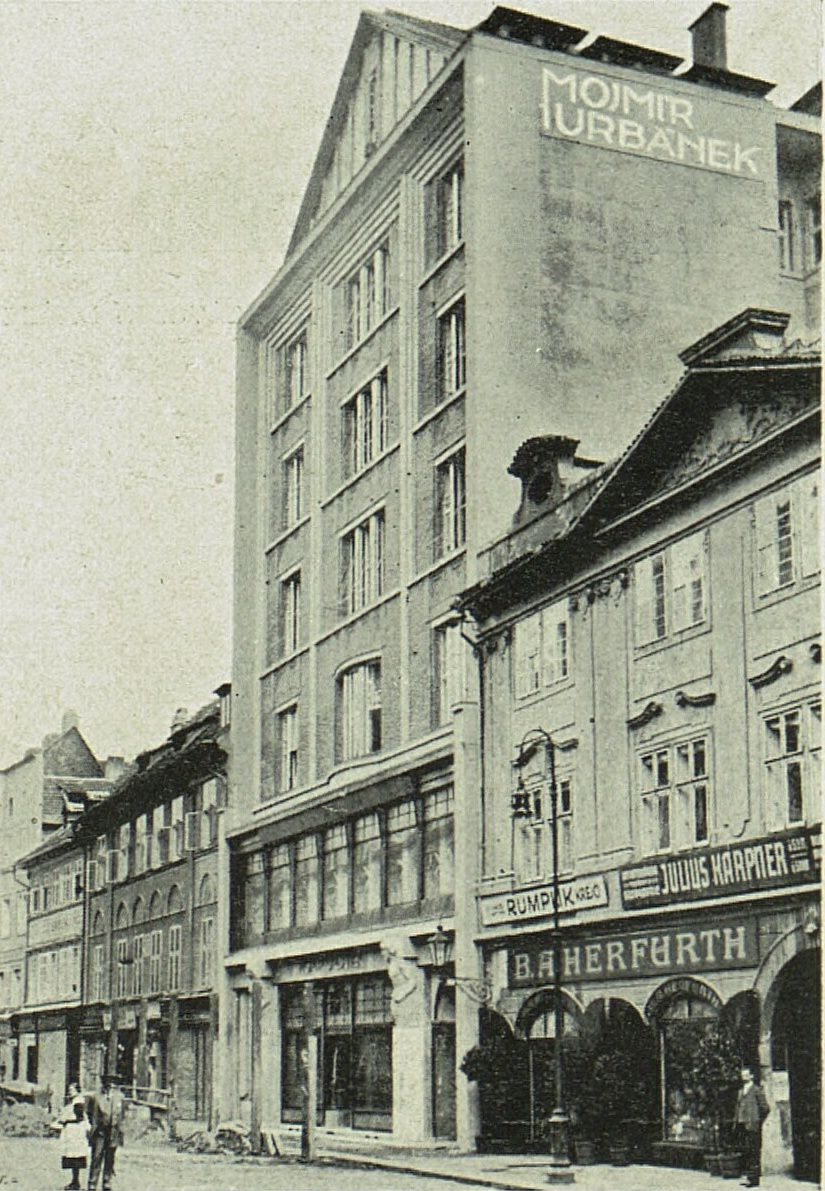
Моцартеум в Праге. 1911—1913. Фотография 1913 г.
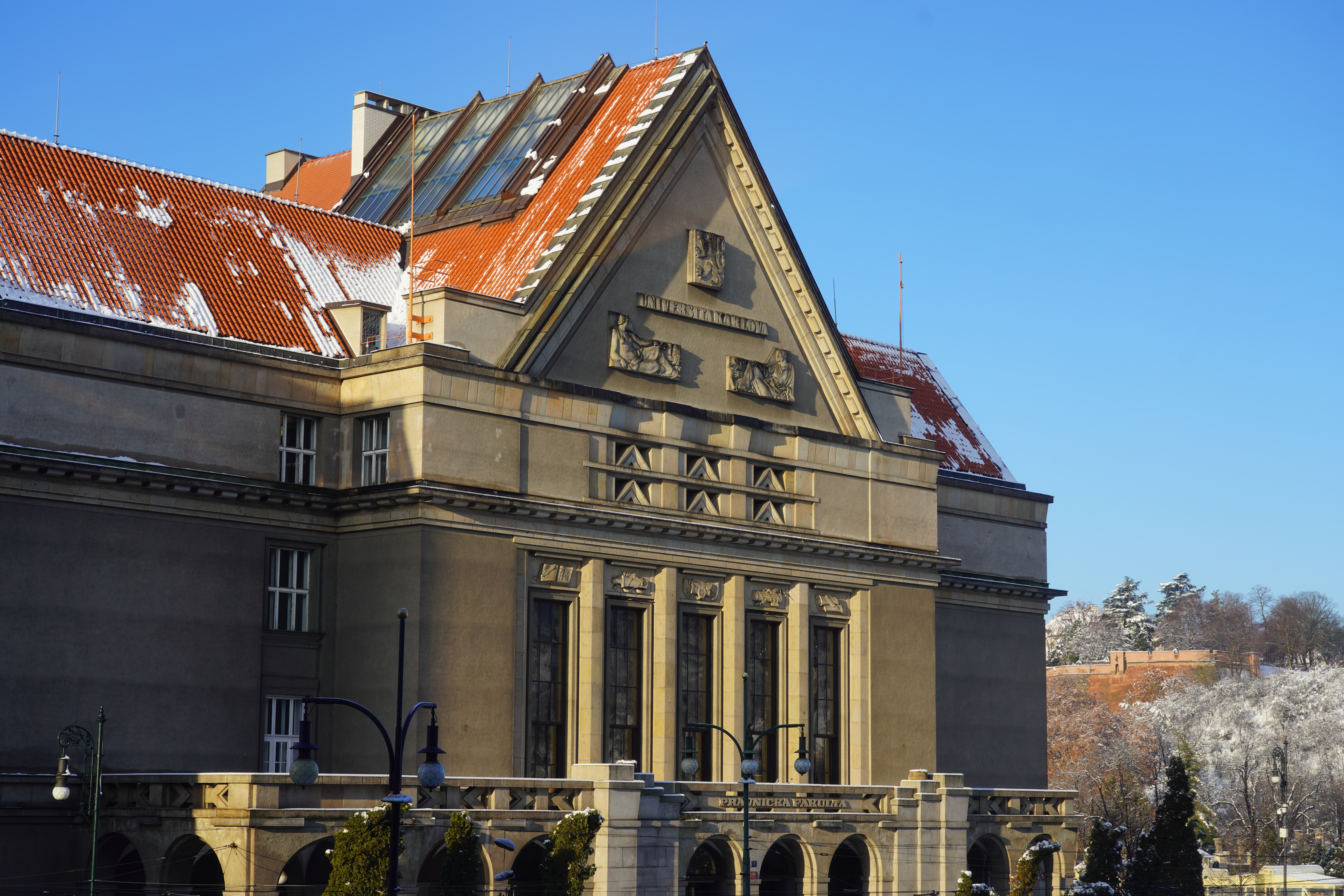
Здание юридического факультета Карлова университета в Праге. 1926—1929
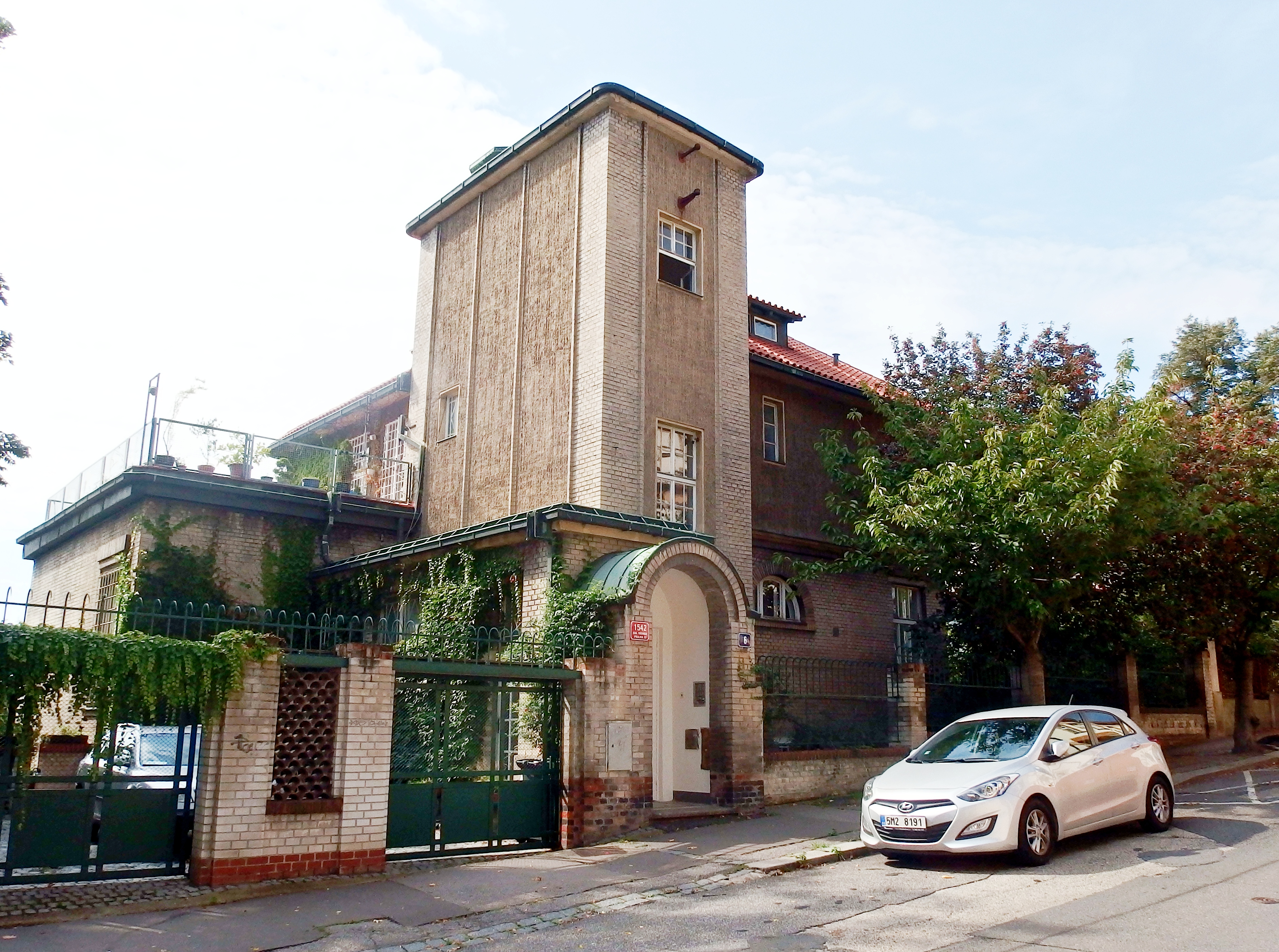
Вилла Котера в Праге-Виноградах. 1908–1909
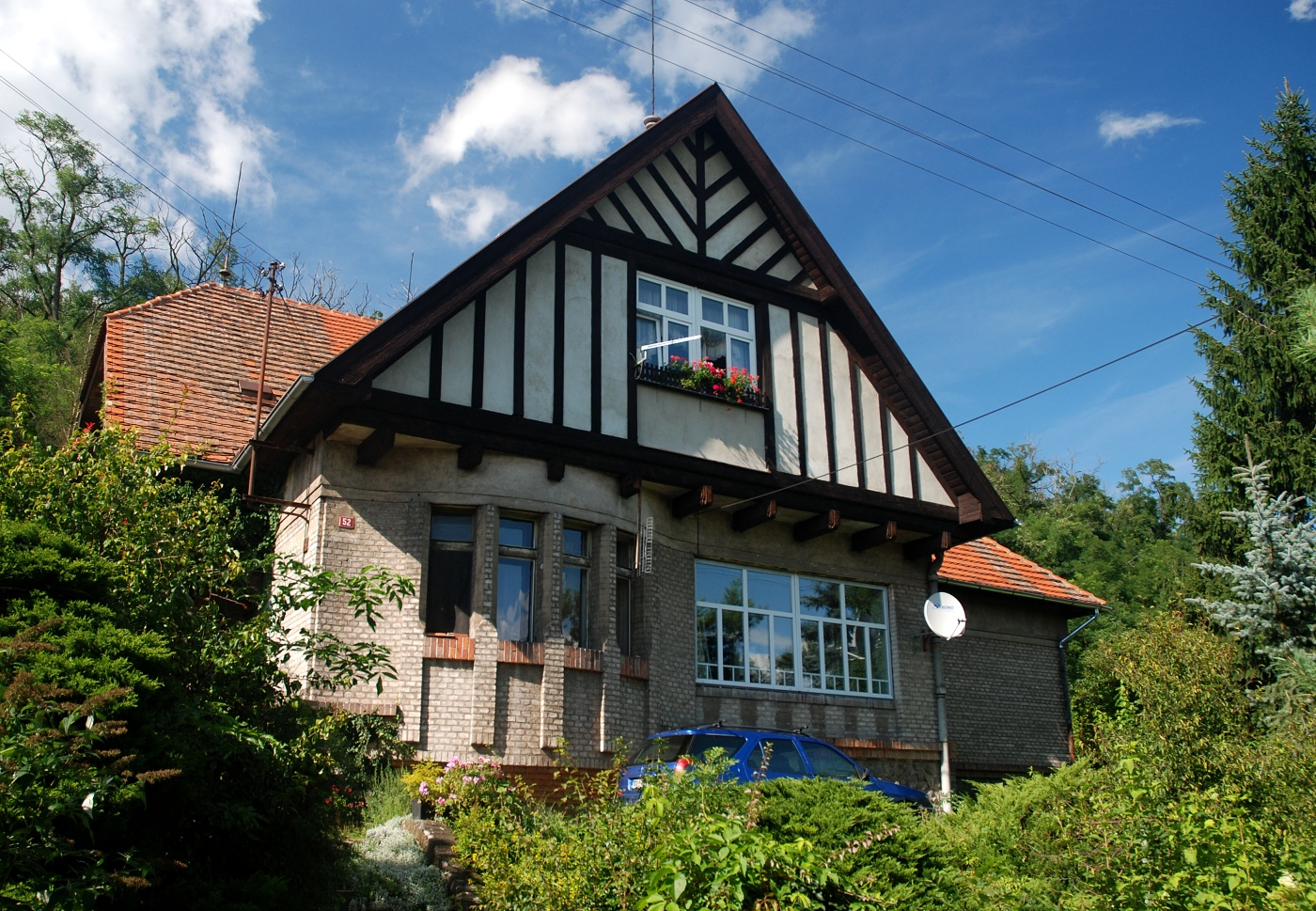
Вилла Гетца в Хрустенице. 1907–1908
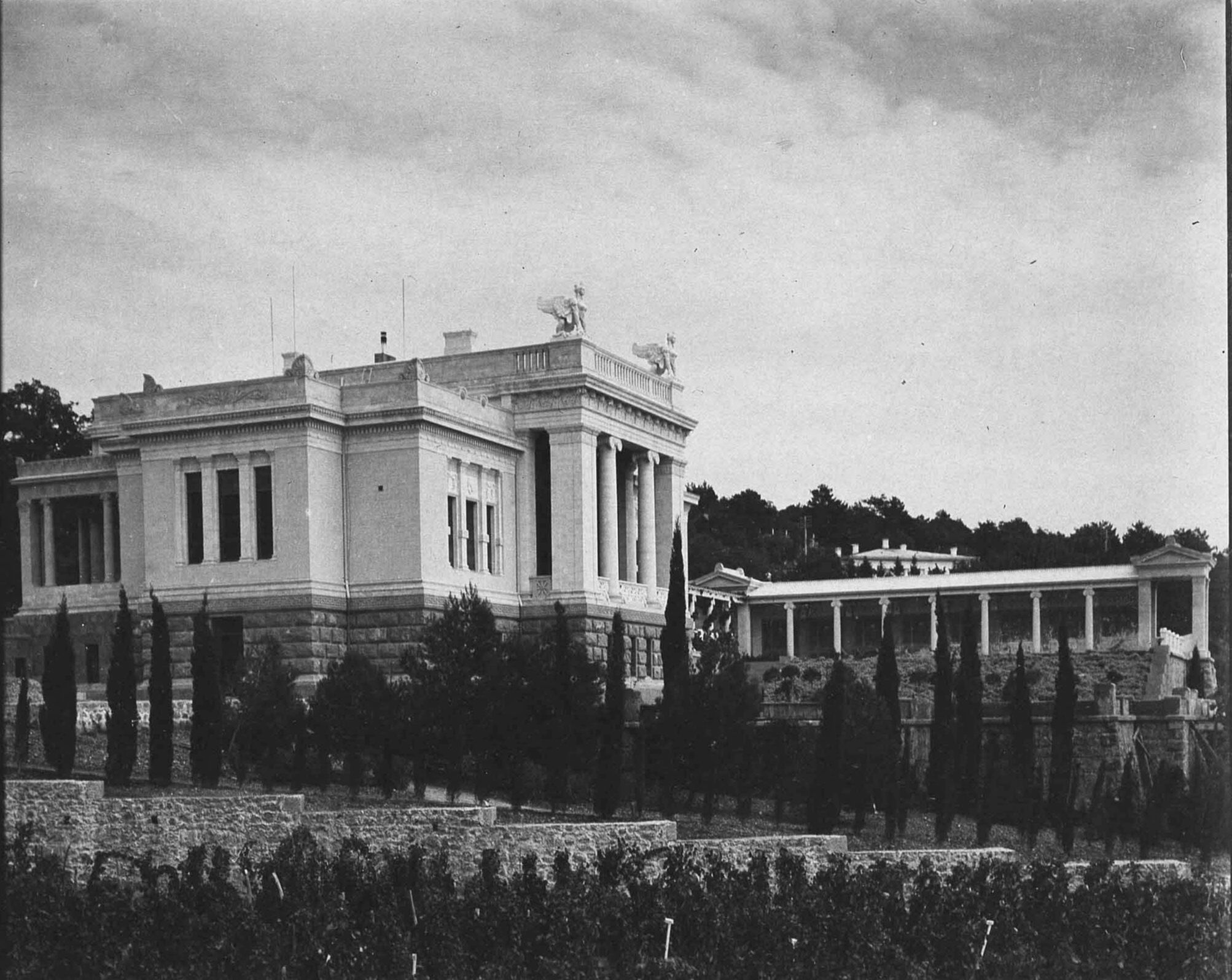
Вилла Барбо в Мисхоре, 1905-1908
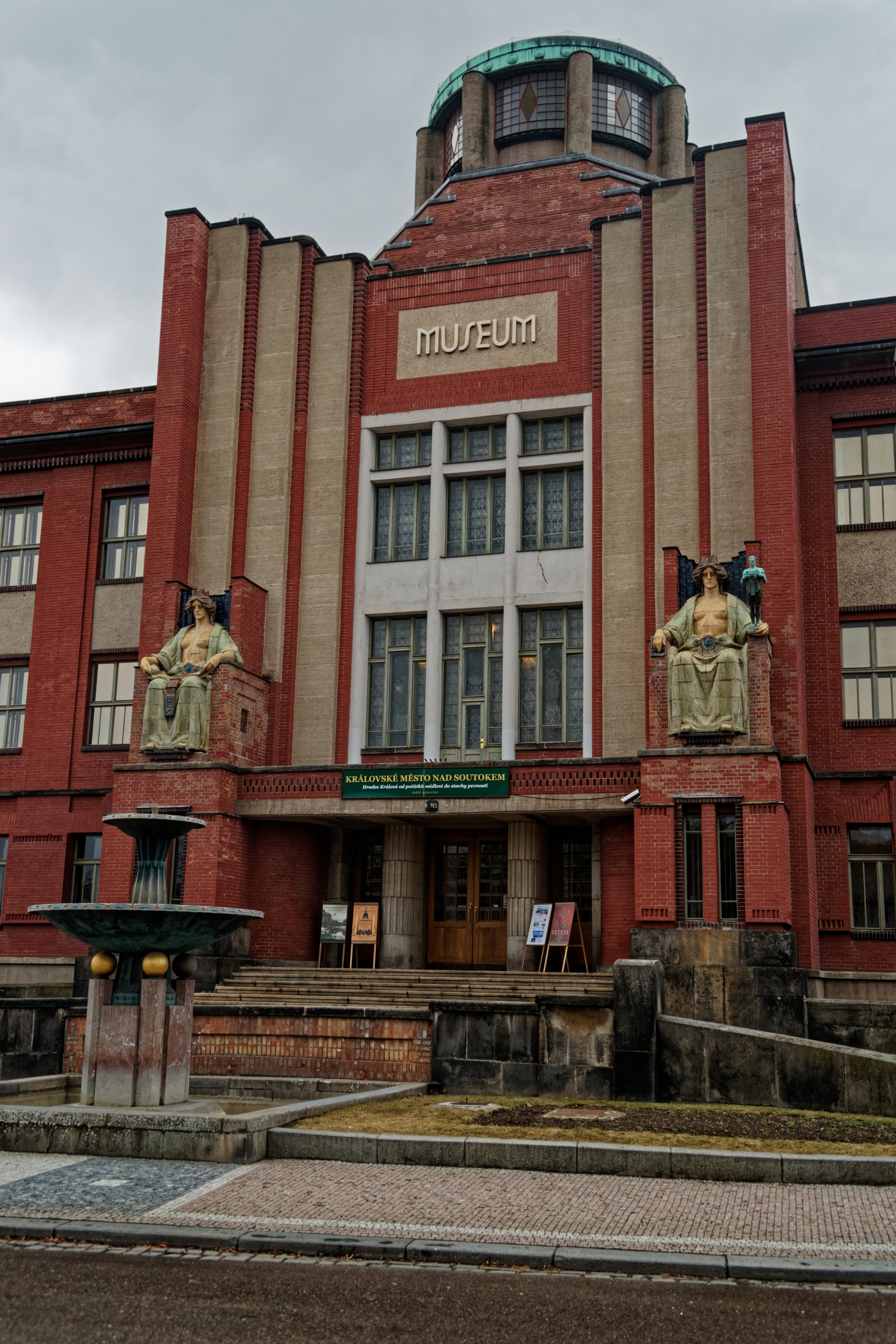
Музей Восточной Богемии в Градец-Кралове. 1909—1912
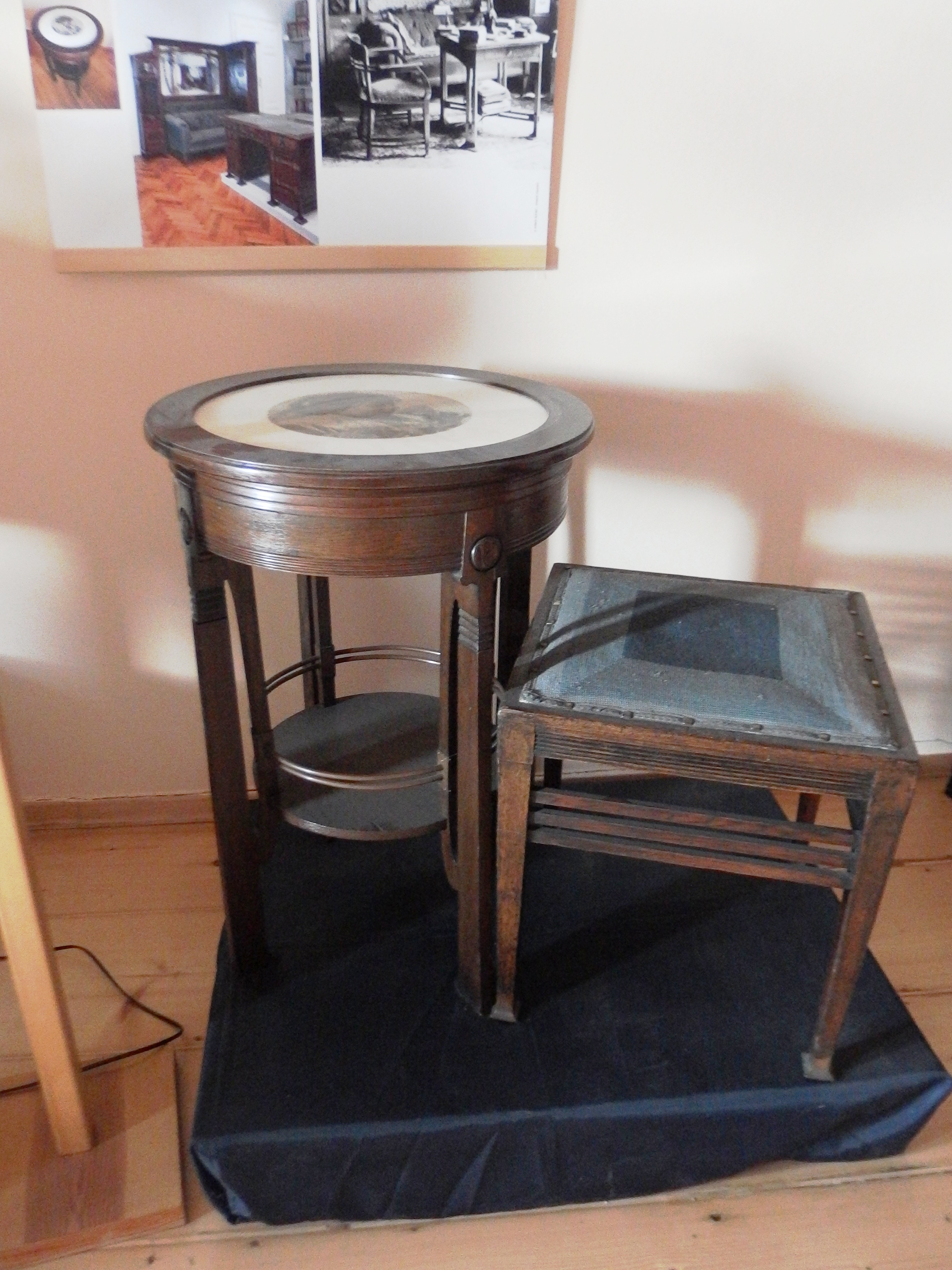
Набор мебели. Художественно-промышленный музей, Прага
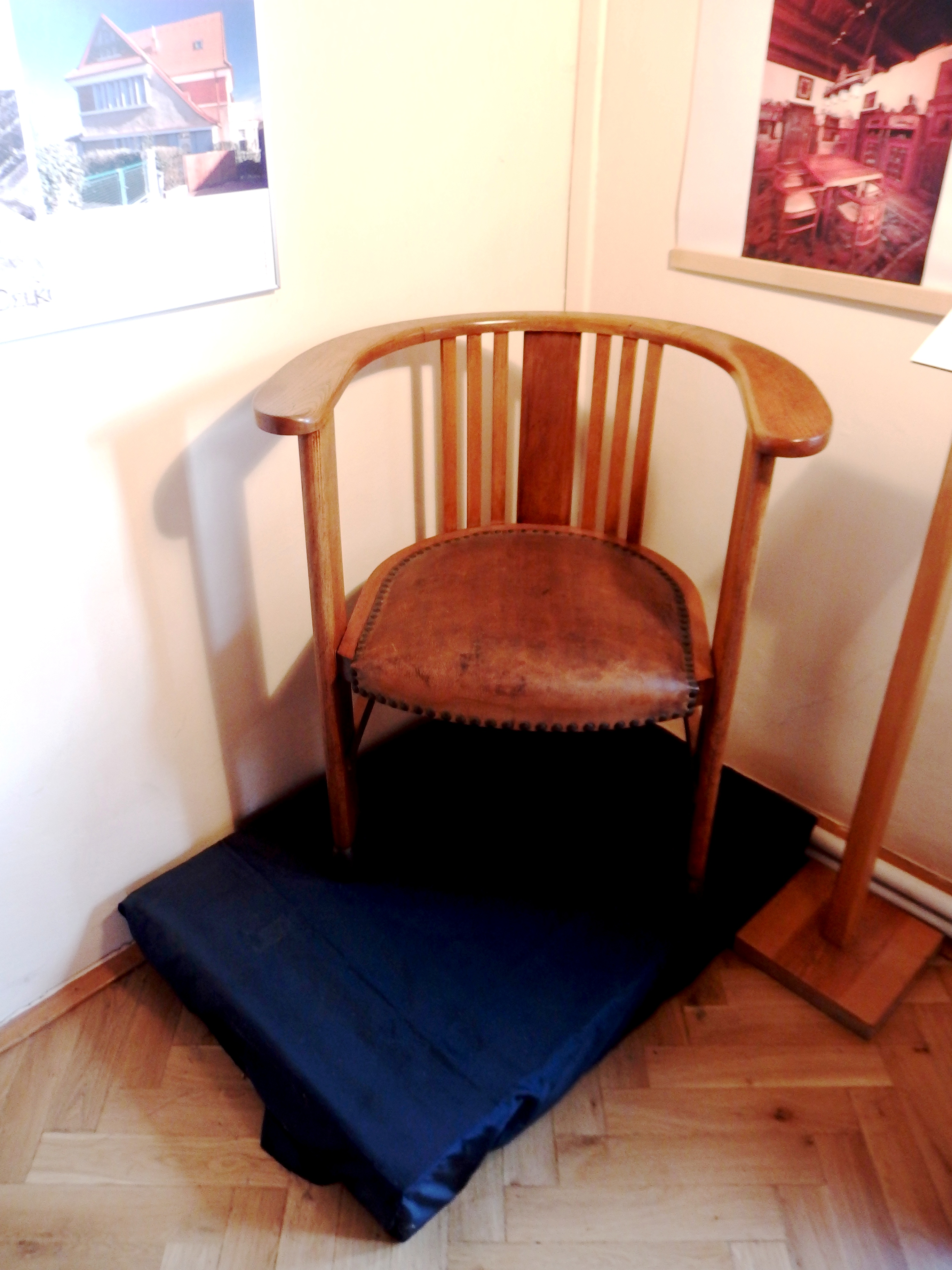
Кресло

## Избранные постройки
- Перестройка и расширение дворца Червоный Градек (1894—1896)
- Дом Петерка, Прага (1899—1900)
- Народный дом в Простеёве (1905—1907)
- Вилла «Барбо» (Маевка) — имение чешского семейства  Карела Крамарж и Надежды Абрикосовой в Мисхоре (1905—1908)[9]
- Дом Лайхтер, Прага (1908—1909)
- Музей Восточной Богемии в Градец-Кралове (1909—1912)
- Моцартеум, Прага (1911—1913)
- Юридический факультет Карлова университета, Прага (1926—1929)